# Pionierzy Politechniki Gdańskiej
Pionierzy Politechniki Gdańskiej – lista profesorów, których sylwetki naukowe zostały zaprezentowane w publikacji pt. Pionierzy Politechniki Gdańskiej.
| Imię i Nazwisko          | Lata życia | Dziedzina                            |
| ------------------------ | ---------- | ------------------------------------ |
| Ignacy Adamczewski       | 1907-2000  | fizyka                               |
| Wacław Balcerski         | 1904-1972  | gospodarka wodna                     |
| Stanisław Błaszkowiak    | 1893-1975  | budowa mostów                        |
| Kazimierz Bogacz         | 1905-1960  | elektryka                            |
| Władysław Bogucki        | 1910-1992  | konstrukcje metalowe                 |
| Jan Borowski             | 1890-1966  | architektura                         |
| Michał Broszko           | 1880–1954  | hydromechanika                       |
| Bronisław Bukowski       | 1893–1965  | budownictwo                          |
| Romuald Cebertowicz      | 1897–1981  | hydrotechnika                        |
| Władysław Czerny         | 1899-1976  | architektura, urbanistyka            |
| Bronisław Czerwiński     | 1907–1957  | matematyka                           |
| Mieczysław Dębicki       | 1905–1977  | konstrukcja samochodów               |
| Łukasz Dorosz            | 1897–1954  | elektryka                            |
| Leon Dreher              | 1900–1989  | mechanika, spawalnictwo              |
| Władysław Florjański     | 1880–1952  | maszynoznawstwo                      |
| Edward Geisler           | 1884–1966  | inżynieria produkcji                 |
| Zdzisław Grabski         | 1905–1973  | prawo, ekonomia                      |
| Maksymilian Tytus Huber  | 1872–1950  | inżynieria mechaniczna               |
| Stanisław Hueckel        | 1911–1980  | inżynieria lądowa, inżynieria wodna  |
| Bogumił Hummel           | 1875–1956  | inżynieria kolejowa                  |
| Julian Kamecki           | 1909–1955  | chemia                               |
| Leon Kamieński           | 1903–1973  | chemia organiczna                    |
| Stanisław Kaniewski      | 1881-1967  | maszyny i napędy elektryczne         |
| Józef Kaźmierczak        | 1903-1953  | teoria i budowa okrętu               |
| Eugeniusz Kenig          | 1897–1970  | elektrotechnika                      |
| Kazimierz Kopecki        | 1904–1984  | elektroenergetyka, energetyka        |
| Antoni Kozłowski         | 1890–1955  | maszynoznawstwo                      |
| Paweł Kułakowski         | 1905–1959  | geodezja                             |
| Władysław Lam            | 1893–1984  | malarstwo, grafika                   |
| Zygmunt Ledóchowski      | 1898–1965  | chemia leków                         |
| Stanisław Łukasiewicz    | 1884–1960  | maszynoznawstwo                      |
| Ignacy Malecki           | 1912-2004  | elektroakustyka, naukoznawstwo       |
| Henryk Markiewicz        | 1906–1987  | elektrotechnika okrętowa             |
| Feliks Markowski         | 1902-1985  | architektura                         |
| Włodzimierz Mermon       | 1900-1959  | maszynoznawstwo, budowa maszyn       |
| Mieczysław Michalski     | 1898-1960  | budownictwo wodne                    |
| Stefan Minc              | 1914-2003  | chemia fizyczna                      |
| Witold Minkiewicz        | 1880-1961  | architektura                         |
| Jarosław Naleszkiewicz   | 1904-1969  | inżynieria lotnicza                  |
| Bronisław Nartowski      | 1898–1955  | chemia nieorganiczna                 |
| Henryk Niewiadomski      | 1905-1992  | chemia żywności                      |
| Witold Nowacki           | 1911-1986  | mechanika budowli                    |
| Stanisław Obmiński       | 1903-1951  | konstrukcje budowlane, architektura  |
| Mieczysław Okęcki        | 1882–1952  | inżynieria lądowa, inżynieria wodna  |
| Marian Osiński           | 1883–1974  | architektura                         |
| Franciszek Otto          | 1904-2000  | geometria wykreślna                  |
| Zdzisław Pazdro          | 1903-1987  | hydrogeologia                        |
| Arkadiusz Piekara        | 1904-1989  | fizyka                               |
| Adolf Polak              | 1890-1967  | inżynieria mechaniczna               |
| Karol Pomianowski        | 1874–1948  | hydrotechnika                        |
| Tadeusz Pompowski        | 1910-1985  | chemia analityczna, ekologia         |
| Stefan Porębowicz        | 1904-1984  | architektura                         |
| Aleksander Potyrała      | 1902-1964  | okrętownictwo                        |
| Włodzimierz Prochaska    | 1900-1992  | architektura                         |
| Stanisław Przedpełski    | 1911-1975  | mechanika                            |
| Stanisław Puzyna         | 1883-1955  | budownictwo, konstrukcje budowlane   |
| Mieczysław Rodkiewicz    | 1903-1987  | elektrotechnika, trakcja elektryczna |
| Włodzimierz Rodziewicz   | 1909-1967  | chemia związków krzemoorganicznych   |
| Zbigniew Rozmej          | 1908-1975  | chemia organiczna                    |
| Stanisław Różański       | 1899-1981  | architektura, urbanistyka            |
| Tadeusz Rubczak          | 1900-1964  | transport                            |
| Stanisław Rydlewski      | 1911-1970  | architektura, budownictwo            |
| Aleksander Rylke         | 1887-1968  | okrętownictwo                        |
| Feliks Sauter            | 1905-1975  | mechanika                            |
| Jan Schwarz              | 1901-1988  | psychologia                          |
| Marian Sienkowski        | 1882–1966  | metaloznawstwo                       |
| Hilary Sipowicz          | 1890–1969  | okrętownictwo                        |
| Michał Sołtan            | 1881–1966  | mechanika                            |
| Tadeusz Sołtyk           | 1909-2004  | lotnictwo                            |
| Leon Staniewicz          | 1871-1951  | elektrotechnika                      |
| Tadeusz Sulma            | 1905-1993  | botanika                             |
| Ernest Sym               | 1893–1950  | chemia, biochemia, enzymologia       |
| Robert Szewalski         | 1903-1933  | energetyka cieplna                   |
| Stanisław Szpor          | 1908-1981  | elektrotechnika                      |
| Paweł Szulkin            | 1911-1987  | fizyka                               |
| Karol Taylor             | 1878–1968  | mechanika                            |
| Wacław Tomaszewski       | 1884-1969  | architektura                         |
| Stanisław Trzetrzewiński | 1901-1964  | elektrotechnika, elektryka           |
| Witold Tubielewicz       | 1902-1993  | inżynieria lądowa, budownictwo wodne |
| Stanisław Turski         | 1906-1986  | matematyka                           |
| Włodzimierz Wawryk       | 1902-1963  | chemia, mineralogia, petrografia     |
| Franciszek Wichrzycki    | 1904-1978  | inżynieria lądowa, transport         |
| Wiktor Wiśniowski        | 1903-1990  | mechanika                            |
| Mieczysław Wolfke        | 1883–1947  | fizyka, telekomunikacja, holografia  |
| Józef Woźnicki           | 1893-1957  | nawigacja, urządzenia nawigacyjne    |
| Józef Wysocki            | 1932-2011  | lotnictwo, mechanika                 |